# Gallagher
Leo Anthony Gallagher, Jr. (24 tháng 7 năm 1946 - 11 tháng 11 năm 2022) là diễn viên và người pha trò Mỹ.
Ông qua đời ngày 11 tháng 11 năm 2022 vì suy nội tạng hưởng thọ 76 tuổi.

## Tiểu sử
Gallagher tên khai sinh là Leo Anthony Gallagher, Jr., sinh ra ở Fort Bragg, North Carolina vào ngày 24 tháng 7 năm 1946.